# Parc d'État d'Anclote Key
Le parc d'État d'Anclote Key est un parc d'État de la Floride (Florida State Park) situé sur l'île d'Anclote (en), sur le littoral du comté de Pinellas et du comté de Pasco (Floride), aux États-Unis.
Il est inscrit au Registre national des lieux historiques depuis le 11 décembre 1978 sous le n° 78000946.

## Description
Le parc est unique en ce sens qu'un phare, construit en 1887, se trouve à l'extrémité sud de la caye. Three Rooker Island (en), au sud d’Anclote key, fait partie de la réserve et reste un important refuge pour les oiseaux nicheurs sur la plage du golfe du Mexique.
Ce parc national est uniquement accessible par bateau. La faune comprend l'huîtrier américain, le pygargue à tête blanche et le pluvier siffleur.

## Visite
Le parc offre des commodités telles que plages, camping primitif dans la partie nord de l'île, navigation de plaisance, pêche, randonnée, aires de pique-nique et observation de la faune.

## Galerie

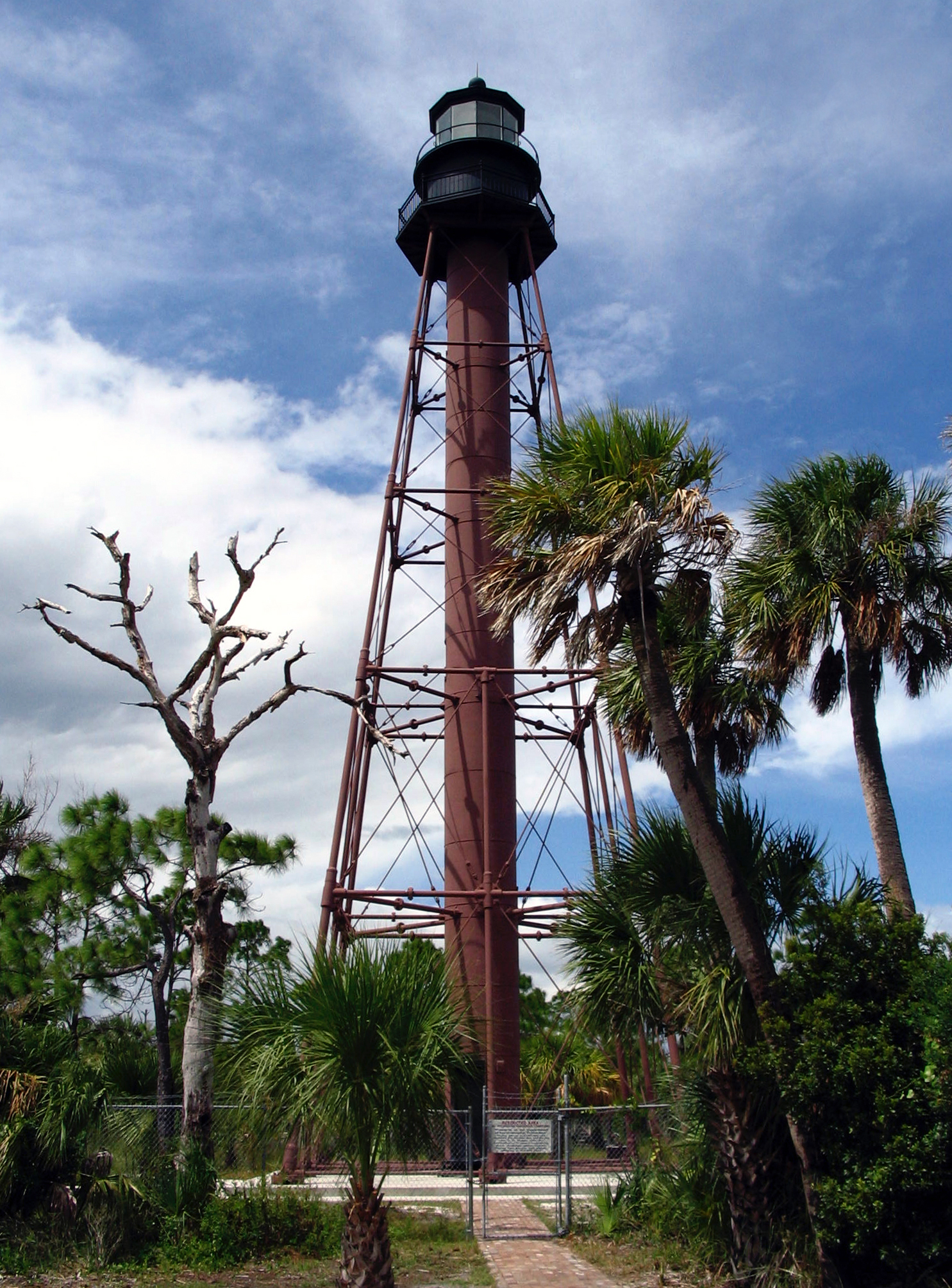
Le phare
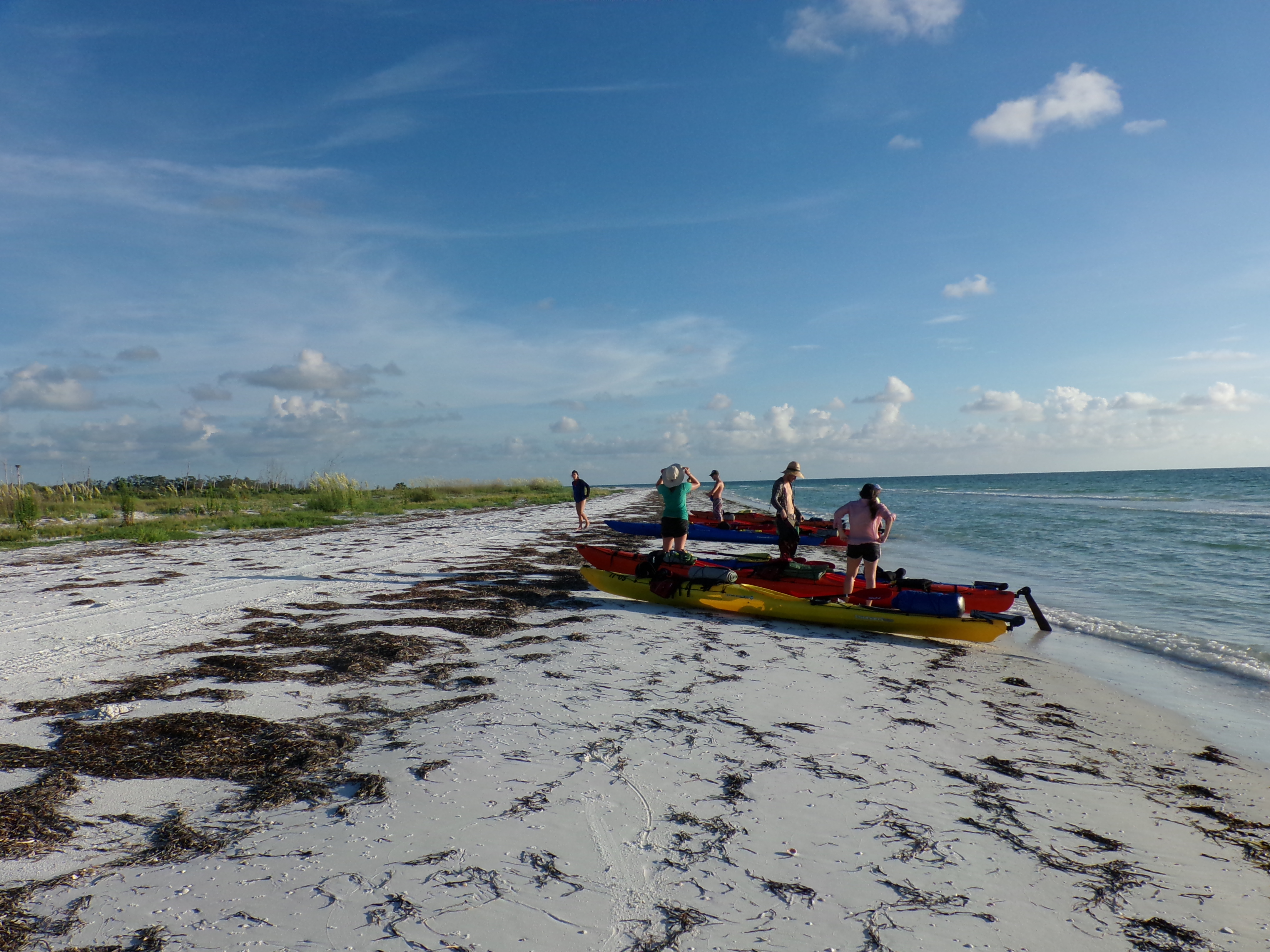
La plage
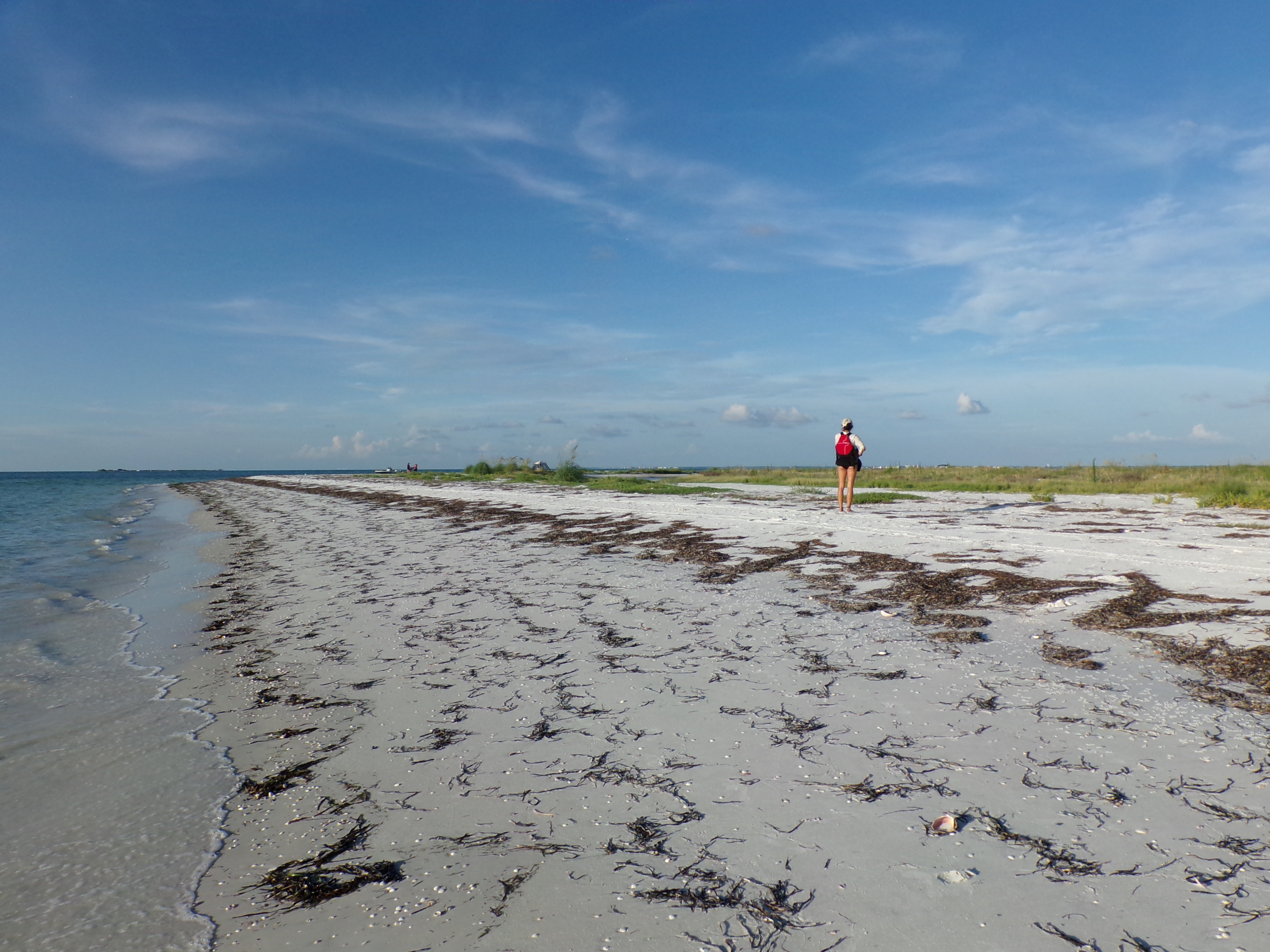
La plage
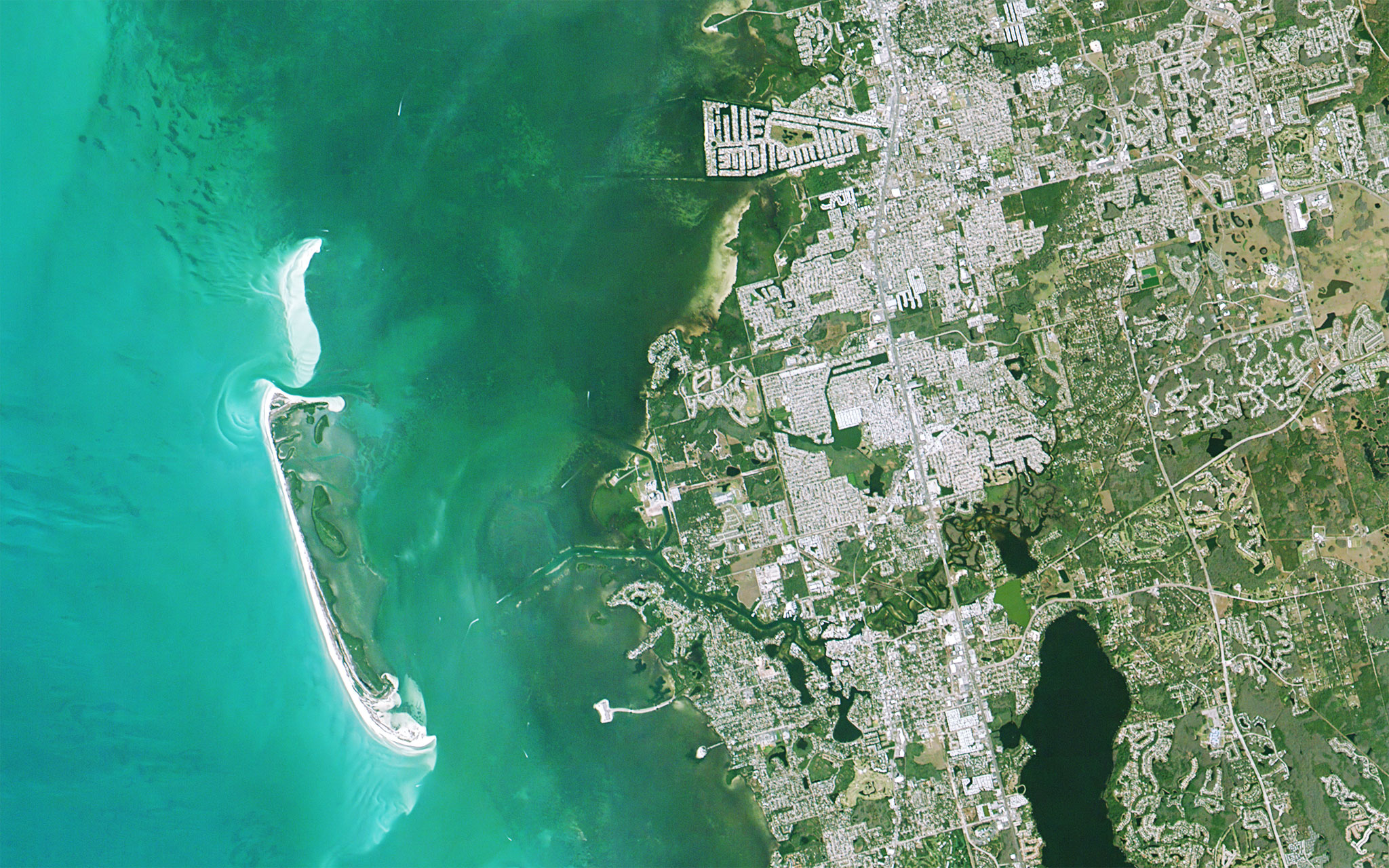
Anclote Key (vue  aérienne)

### Lien connexe
- Liste des parcs d'État de la Floride
- Phare d'Anclote Key